# Zealachertus nephelion
Zealachertus nephelion är en stekelart som beskrevs av Berry 1999. Zealachertus nephelion ingår i släktet Zealachertus och familjen finglanssteklar. Inga underarter finns listade i Catalogue of Life.